# Adams, North Dakota
Adams är en ort i Walsh County i delstaten North Dakota, USA.